# Route nationale 137bis
La route nationale 137BIS ou RN 137BIS était une route nationale française reliant Pont-Saint-Martin à La Roche-sur-Yon.

## Histoire
La route nationale 137BIS a été créée par un décret du 10 juillet 1862 par classement de l'ancienne route stratégique no 25.
À la suite de la réforme de 1972, elle a été déclassée en RD 937.

## Ancien tracé de Pont-Saint-Martin à La Roche-sur-Yon (D 937)
- Viais, commune de Pont-Saint-Martin (km 0)
- Geneston (km 9)
- Saint-Philbert-de-Bouaine (km 17)
- Rocheservière (km 23)
- Les Lucs-sur-Boulogne (km 34)
- Belleville-sur-Vie (km 43)
- La Roche-sur-Yon (km 54)

Entre Belleville-sur-Vie et La Roche-sur-Yon, la RD 937 est en 2×2 voies. Au début des années 2010, cette section est renommée RD 763 pour plus de continuité avec cette dernière qui est en 2x2 voies depuis l'A83 à Montaigu.

## Voie express
- D 937 : Belleville-sur-Vie, Les Lucs-sur-Boulogne, Nantes (sens La Roche-Belleville)
- : La Poirière
- D 2A : Le Poiré-sur-Vie, Dompierre-sur-Yon
- D 100 : Mouilleron-le-Captif, La Ribotière, Le Beignon-Basset
- : Mouilleron-le-Captif
- : Z.A. de Beaupuy, Usine Michelin
- Carrefour giratoire  : Dompierre-sur-Yon
- Carrefour giratoire entre D 937 et D 160 : Les Sables-d'Olonne, Noirmoutier, Saint-Nazaire, Cholet, Niort,  La Rochelle